# 五塊厝 (桃園市)
五塊厝，是臺灣桃園市大園區的一個傳統地域名稱，位於該區南部偏東。相較於今日行政區，其範圍大致與五權里相近，另外還包括中壢區內定里西北端靠近水頭仔聚落的一小塊地。

## 歷史
台灣清治末期至日治初期，五塊厝地區為一街庄，稱為「五塊厝庄」，隸屬於竹北二堡。該庄北與埔心庄為鄰，東與新庄子庄、中興庄為鄰，南邊為內壢庄，西邊隔新街溪與水尾庄、青埔庄、橫山庄為界。
1901年（日治明治三十四年）11月，全台廢縣廳改設二十廳，該庄隸屬於桃仔園廳。1903年（明治三十六年），改名桃園廳。1909年（明治四十二年）10月，合併二十廳為十二廳，該庄隸屬不變。1920年（大正九年），廢十二廳改設五州二廳，該庄改制為「五塊厝」大字，隸屬於新竹州桃園郡大園庄，大字下有「下埔」、「大埔」小字名。
戰後大園庄改制為大園鄉，隸屬於新竹縣，大字亦改制為村。1950年桃、竹、苗分治，大園鄉改隸屬於桃園縣。2014年12月，桃園縣升格為直轄桃園市，大園鄉改制為大園區，村亦改制為里。

## 聚落
本地區發展較早的聚落有下埔、崁腳、五塊厝、呂阿九、大埔、城內、水頭仔等，在日治期初期的官方地圖上已有記載。此外，本地區尚有崁頭厝、龍樹坑、赤崁、學仔底、崎頂、岡崎、上岡崎、李厝、呂厝等聚落。

## 交通
國道2號是桃園國際機場至國道3號鶯歌系統交流道的高速公路，其西段又稱「機場支線」，大致西北—東南走向經過本五塊厝地區東北部邊界地帶。境內未設交流道，最近的是東北側省道台31線交會處的大竹交流道，由此向北可前往桃園國際機場，向南可前往國道1號機場系統交流道、桃園、八德等地並止於國道3號鶯歌系統交流道。
省道台31線又稱「高鐵橋下桃園段道路」，是蘆竹至湖口與高鐵併行的平面幹道，大致以東北—西南走向經過五塊厝地區中部偏北地帶。由該道路向東北可前往國道2號大竹交流道及大園、蘆竹的高鐵沿線各地，向西南繞過高鐵桃園站可前往中壢、新屋、楊梅、湖口的高鐵沿線各地。
市道110甲線是三塊厝至宋屋的道路，大致以縱向蜿蜒經過本地區。由該道路往北可前往埔心地區三塊厝並止於市道110號路口，向南可前往國道1號內壢交流道、中壢、宋屋並止於省道台1線路口。
區道桃42線（五青路）是月眉至新庄子的道路，因「高速鐵路桃園車站特定區」市地重劃而分成東、西兩段，其中東段大致以橫向經過本地區中部。由此道路向西過新街溪橋出境後即止於「高速鐵路桃園車站特定區」東側的領航南路四段路口，向東可前往新庄子並止於市道110號路口。

## 學校
- 五權國小